# Campionati europei di atletica leggera indoor 1988 - 800 metri piani maschili
I 800 metri piani si sono tenuti il 5 e il 6 marzo 1988 presso lo Sportcsarnok di Budapest, in Ungheria.

## Risultati

### Batterie
Qualificazione: i primi due di ogni batteria (Q) e i 4 seguenti migliori tempi (q) vanno alle Semifinali.

#### Batteria 1
Sabato 5 marzo 1988.
| Posizione | Corsia | Nome             | Nazionalità | Tempo   | Note |
| --------- | ------ | ---------------- | ----------- | ------- | ---- |
| 1         | -      | Rob Druppers     | Paesi Bassi | 1'53"12 | Q    |
| 2         | -      | Ikem Billy       | Regno Unito | 1'53"20 | Q    |
| 3         | -      | István Szalai    | Ungheria    | 1'53"36 |      |
| 4         | -      | José Arconada    | Spagna      | 1'53"49 |      |
| 5         | -      | Álvaro Silva     | Portogallo  | 1'53"66 |      |
| 6         | -      | Hervig Tavernaro | Austria     | dns     |      |

#### Batteria 2
| Posizione | Corsia | Nome            | Nazionalità | Tempo   | Note |
| --------- | ------ | --------------- | ----------- | ------- | ---- |
| 1         | -      | Petru Drágoescu | Romania     | 2'00"16 | Q    |
| 2         | -      | Tony Ernst      | Belgio      | 2'00"61 | Q    |
| 3         | -      | Tomás de Teresa | Spagna      | 2'00"65 | q    |
| 4         | -      | Pedrag Melnjak  | Jugoslavia  | 2'01"22 |      |
| 5         | -      | Tonino Viali    | Italia      | dns     |      |

#### Batteria 3
| Posizione | Corsia | Nome            | Nazionalità    | Tempo   | Note |
| --------- | ------ | --------------- | -------------- | ------- | ---- |
| 1         | -      | Gert Kilbert    | Svizzera       | 1'49"65 | Q    |
| 2         | -      | Tony Morrell    | Regno Unito    | 1'49"68 | Q    |
| 3         | -      | Colomán Trabado | Spagna         | 1'49"72 | q    |
| 4         | -      | Zoltan Sári     | Ungheria       | 1'50"37 | q    |
| 5         | -      | Peter Braun     | Germania Ovest | dns     |      |

#### Batteria 4
| Posizione | Corsia | Nome             | Nazionalità      | Tempo   | Note |
| --------- | ------ | ---------------- | ---------------- | ------- | ---- |
| 1         | -      | David Sharpe     | Regno Unito      | 1'50"83 | Q    |
| 2         | -      | Slobodan Popović | Jugoslavia       | 1'51"02 | Q    |
| 3         | -      | Andrey Sudnik    | Unione Sovietica | 1'51"13 | q    |
| 4         | -      | Joachim Heydgen  | Germania Ovest   | 1'51"14 | q    |
| 5         | -      | Ari Suhonen      | Finlandia        | 1'51"19 |      |

### Semifinali
Qualificazione: i primi tre di ogni semifinale (Q) vanno alla Finale.

#### Semifinale 1
Sabato 5 marzo 1988.
| Posizione | Corsia | Nome            | Nazionalità    | Tempo   | Note |
| --------- | ------ | --------------- | -------------- | ------- | ---- |
| 1         | -      | Rob Druppers    | Paesi Bassi    | 1'48"28 | Q    |
| 2         | -      | Gert Kilbert    | Svizzera       | 1'48"65 | Q    |
| 3         | -      | David Sharpe    | Regno Unito    | 1'48"66 | Q    |
| 4         | -      | Joachim Heydgen | Germania Ovest | 1'48"76 |      |
| 5         | -      | Zoltan Sári     | Ungheria       | 1'51"66 |      |
| 6         | -      | Tony Ernst      | Belgio         | 1'51"82 |      |

#### Semifinale 2
| Posizione | Corsia | Nome             | Nazionalità      | Tempo   | Note                          |
| --------- | ------ | ---------------- | ---------------- | ------- | ----------------------------- |
| 1         | -      | Tony Morrell     | Regno Unito      | 1'48"23 | Q                             |
| 2         | -      | Slobodan Popović | Jugoslavia       | 1'48"52 | Q                             |
| 3         | -      | Ikem Billy       | Regno Unito      | 1'48"70 | Q                             |
| 4         | -      | Andrey Sudnik    | Unione Sovietica | 1'48"72 | Miglior prestazione personale |
| 5         | -      | Colomán Trabado  | Spagna           | 1'49"08 |                               |
| 6         | -      | Petru Drágoescu  | Romania          | 1'49"24 |                               |

### Finale
| Record mondiale       | Sebastian Coe | 1'44"91 | Cosford       | 12 marzo 1983    |
| Record dei Campionati | Sebastian Coe | 1'46"54 | San Sebastián | 13 marzo 1977    |
| Capolista stagionale  | Tony Morrell  | 1'45"72 | Gent          | 17 febbraio 1988 |

Domenica 6 marzo 1988.
| Pos.    | Corsia | Atleta           | Età | Nazione     | Tempo   | Note |
| ------- | ------ | ---------------- | --- | ----------- | ------- | ---- |
| Oro     | -      | David Sharpe     | 20  | Regno Unito | 1'49"17 |      |
| Argento | -      | Rob Druppers     | 25  | Paesi Bassi | 1'49"45 |      |
| Bronzo  | -      | Gert Kilbert     | 22  | Svizzera    | 1'49"46 |      |
| 4       | -      | Tony Morrell     | 25  | Regno Unito | 1'49"86 |      |
| 5       | -      | Slobodan Popovic | 25  | Jugoslavia  | 1'50"02 |      |
| 6       | -      | Ikem Billy       | 23  | Regno Unito | 1'50"36 |      |